# Fozzano
Fozzano (in corso Fuzzà) è un comune francese di 208 abitanti situato nel dipartimento della Corsica del Sud nella regione della Corsica.

## Società

### Evoluzione demografica
Abitanti censiti